# 디즈니 팝 타운
《디즈니 팝 타운》은 위메이드플레이가 만든 한 게임이다.